# Ганс Фальке (U-992)
Ганс Фальке (нім. Hans Falke; 16 червня 1920, Гамбург — ?) — німецький офіцер-підводник, оберлейтенант-цур-зее крігсмаріне.

## Біографія
16 вересня 1939 року вступив на флот. З грудня 1941 року — 2-й, з грудня 1942 року — 1-й вахтовий офіцер на підводному човні U-118. В травні-серпні 1943 року пройшов курс командира човна. З 2 серпня 1943 по 9 травня 1945 року — командир U-992, на якому здійснив 8 походів (разом 163 дні в морі). 13 лютого 1945 року невиправно пошкодив британський корвет «Денбі Касл» водотоннажністю 1060 тонн; 11 членів екіпажу загинули.

## Звання
- Кандидат в офіцери (16 вересня 1939)
- Морський кадет (1 лютого 1940)
- Фенріх-цур-зее (1 липня 1940)
- Оберфенріх-цур-зее (1 липня 1941)
- Лейтенант-цур-зее (1 березня 1942)
- Оберлейтенант-цур-зее (1 жовтня 1943)

## Нагороди
- Нагрудний знак підводника (11 квітня 1941)
- Залізний хрест
  - 2-го класу (11 квітня 1941)
  - 1-го класу (14 грудня 1942)
- Німецький хрест в золоті (19 лютого 1945)